# Керолайн Черрі
Керолайн Черрі (англ. Carolyn Janice Cherry; нар. 1 вересня 1942 р., Сент-Луїс, штат Міссурі, США) — відома американська письменниця-фантаст.

## Біографія
У 1964 р. закінчила університет штату Оклахома, отримавши ступінь бакалавра, після чого протягом 12 років викладала латинську мову і античну історію в громадській школі міста Оклахома. Перша публікація — оповідання «Читає думки» («Astounding Sciense Fiction», 1968). З 1976 р. — професійна письменниця; перша книга — роман «Брама Іврел» (1976). У 1977 р. отримала премію ім. Дж. Кемпбелла як найбільш багатообіцяючий молодий автор. Керолайн пише як фентезі (в тому числі на слов'янському міфологічному матеріалі), так і наукову фантастику. Переважна більшість творів Черрі — «чиста» наукова фантастика. Її твори — це грандіозне епічне полотно історії майбутнього, історії взаємин Землі і двох протиборчих міжзоряних сил, Союзу та Альянсу, між третім і четвертим тисячоліттям нашої ери. Розселення землян в космосі за межами Сонячної Системи і взаємодія земної культури з культурами інопланетними породжує масу проблем, які Черрі описує з вражаючою майстерністю. Вона чудово володіє мовою. Їй немає рівних в описі психології, традицій і звичаїв інопланетян (так, в серіалі «Шанур», що складається з п'яти романів, землянином є тільки один епізодичний персонаж, а весь цикл написаний з точки зору представників інших цивілізацій).
Керолайн Черрі — триразовий лауреат премії «Г'юго». У 2016 році уславлена титулом «Гросмейстр фантастики», що є найпрестижнішою нагородою фантастики та вручається Всесвітньою асоціацією письменників-фантастів за пожиттєвий внесок до жанру. Окрім того, на її честь названо астероїд 77185 Cherryh.